# Cubo de caldo
Um cubo de caldo é um caldo desidratado ou caldo formado em um pequeno cubo ou outra forma cuboide. O formato mais comum é um cubo com cerca de 13 mm de largura. Normalmente, é feito de vegetais desidratados ou caldo de carne, uma pequena porção de gordura, MSG, sal e temperos. Também são fabricados tipos vegetarianos e veganos. O caldo de carne ainda está disponível nas formas granulada, em pó, líquida e em pasta.

## História
O caldo de carne desidratado, na forma de tabletes, era conhecido no século XVII pela escritora inglesa de alimentos Anne Blencowe, que morreu em 1718, e em outros lugares já em 1735. Vários cozinheiros franceses no início do século XIX (Lefesse, Massué e Martin) tentaram patentear cubos e tabletes de caldo de carne, mas foram recusados por falta de originalidade. Nicolas Appert também propôs esse caldo de carne desidratado em 1831.

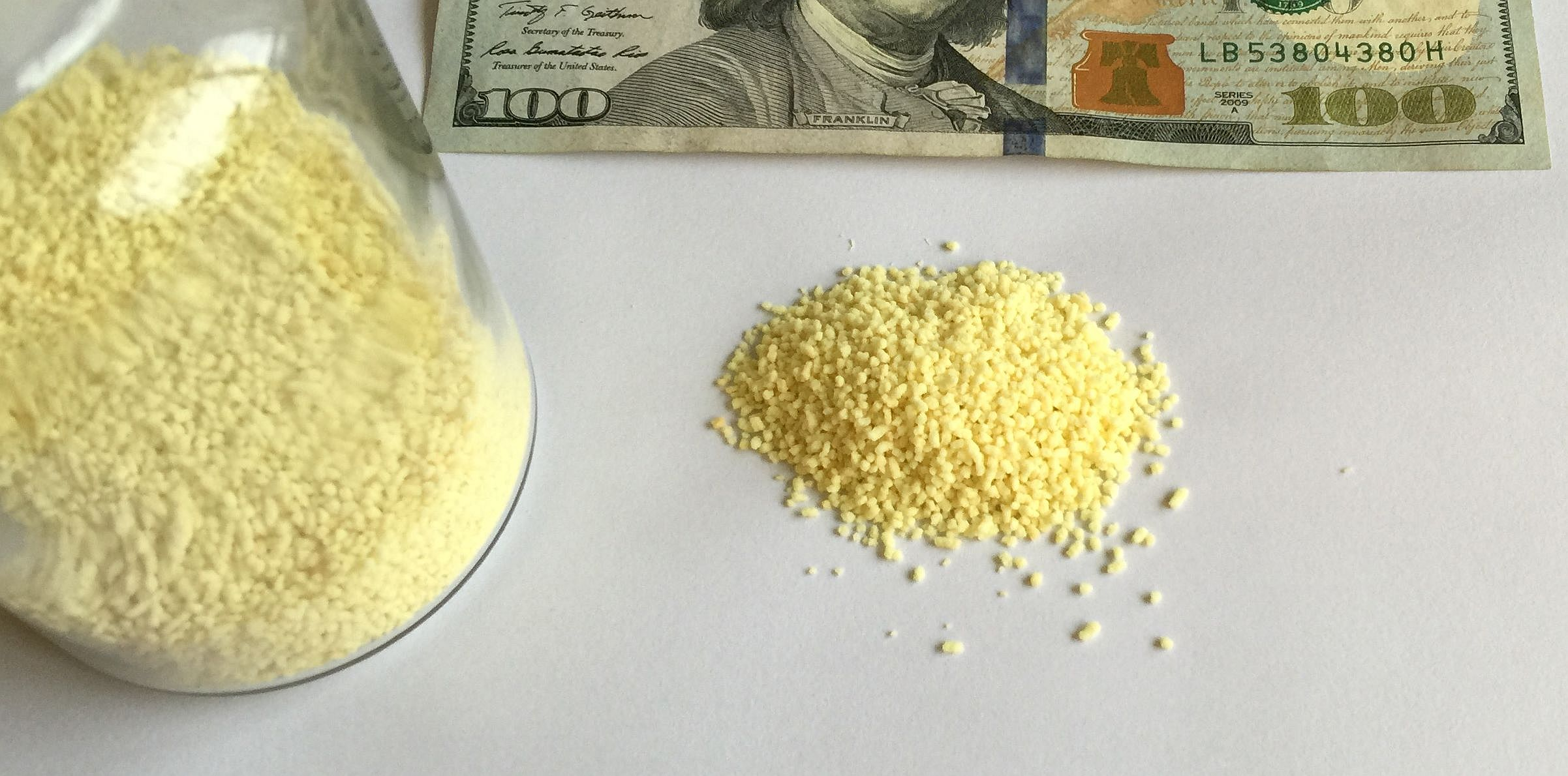
Caldo em forma granulada

A sopa portátil era um tipo de alimento desidratado usado nos séculos XVIII e XIX. Foi a precursora do extrato de carne e dos cubos de caldo de carne, bem como dos alimentos desidratados industrialmente. Também é conhecida como sopa de bolso ou cola de vitela. É um primo do glace de viande (um agente aromatizante gelatinoso, marrom-escuro, usado na preparação de alimentos) da culinária francesa. Por muito tempo, foi um alimento básico para marinheiros e exploradores, pois se conservava por muitos meses ou até anos. Nesse contexto, era um prato nutritivo e farto. A sopa portátil era, de acordo com a Household Cyclopedia de 1881, "extremamente conveniente para famílias, pois ao colocar um dos bolos em uma panela com cerca de um litro de água e um pouco de sal, uma bacia de bom caldo pode ser feita em poucos minutos".
Em meados do século XIX, o químico alemão Justus von Liebig desenvolveu o extrato de carne, mas ele era mais caro do que os cubos de caldo de carne.
A invenção do cubo de caldo de carne também é atribuída a Auguste Escoffier, um dos chefs franceses mais bem-sucedidos de sua época, que também foi pioneiro em muitos outros avanços na preservação de alimentos, como o enlatamento de tomates e vegetais.
Os cubos de caldo de carne produzidos industrialmente foram comercializados pela Maggi em 1908, pela Oxo em 1910 e pela Knorr em 1912. Em 1913, pelo menos 10 marcas estavam disponíveis, com teores de sal de 59 a 72%.

## Ingredientes

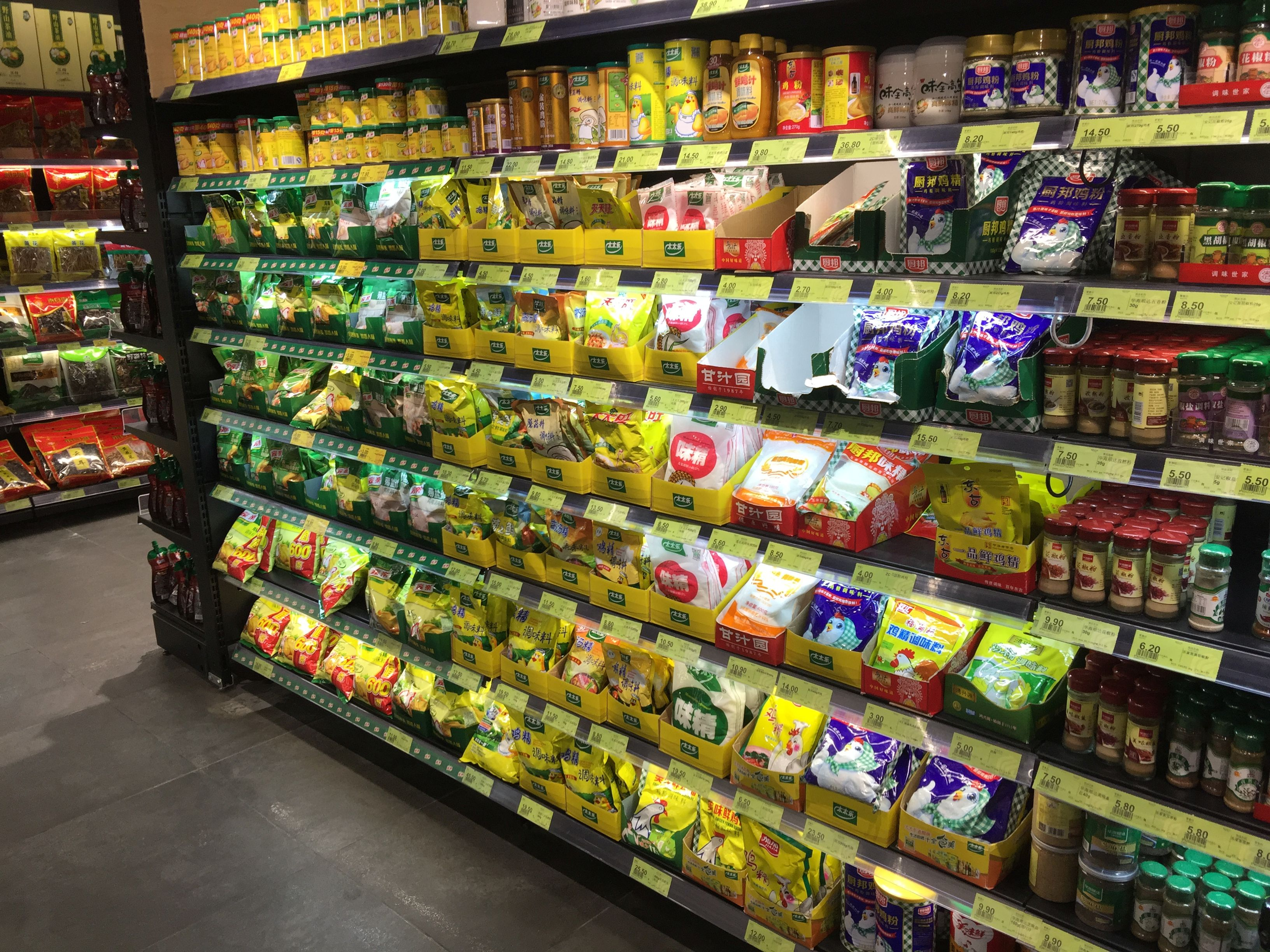
Uma seleção de caldo de galinha granulado em um supermercado em Haikou, China.

Os ingredientes variam entre os fabricantes e podem mudar de tempos em tempos. Normalmente, os ingredientes consistem em sal, gordura hidrogenada, glutamato monossódico, realçadores de sabor e aromas.
Os cubos de caldo Maggi são fabricados a partir de sal iodado, óleo de palma hidrogenado, farinha de trigo, realçadores de sabor (glutamato monossódico, inosinato dissódico, guanilato dissódico), gordura de frango, carne de frango, açúcar, caramelo, extrato de levedura, cebola, especiarias (cúrcuma, pimenta branca, coentro), salsa.

## Processo de produção
Os cubos de caldo são feitos pela mistura de ingredientes já secos em uma pasta. Os ingredientes geralmente são misturados em um recipiente (mistura em lote), deixados para amadurecer e, em seguida, moldados na forma de cubo. Como alternativa, eles podem ser misturados diretamente em uma extrusora.